# Carlo Tassara
La Carlo Tassara è una società siderurgica con sede a Breno, nella provincia di Brescia. In seguito, durante gli anni, si è trasformata in una holding finanziaria; dopo la crisi economica mondiale del 2008 è entrata in una difficile situazione finanziaria che l'ha obbligata a una ristrutturazione molto profonda che pare essersi conclusa positivamente nel 2019.

## Storia

### Gli esordi a Voltri
Nel 1854 Filippo Tassara iniziò a produrre ferro e chiodi a Fiorino, frazione di Voltri situata in una vallata appenninica. L'industria si avvaleva di forni alimentati a carbone di legna per affinare la ghisa e di magli per lavorare i chiodi. I chiodi prodotti erano destinati ai costruttori navali della Riviera ligure.
Nel 1865 trasferì la produzione a Voltri, dove sorse una ferriera che chiamò Ricompensa. Nel 1871 le ferriere erano diventate due, e nel 1874 gli operai erano 162. Nel 1875 fondò un'altra ferriera denominata Stella d'Italia, dotata di due grossi treni. In queste ferriere furono chiamati a lavorare numerosi operai specializzati provenienti dal bresciano e dal bergamasco. Nel 1882 venne fondata anche una bulloneria e nel 1883 la prima fabbrica italiana di molle in acciaio per vagoni e locomotive.
Alla morte del padre i sette figli (Giuseppe, Giovanni, Federico, Vittorio, Costantino, Filippo Jr. e Carlo) proseguirono l'attività della Filippo Tassara & Figli che nel 1899 divenne Società Anonima Ferriere di Voltri con un capitale di 6 milioni di lire. Nel 1878 Filippo morì e la direzione del gruppo fu assunta dal primogenito Giuseppe, anch'egli però scomparve presto lasciando la guida al fratello Giovanni. Nel 1918 i Tassara cedettero la maggioranza del pacchetto azionario della Ferriere di Voltri ad Attilio Odero, presidente della Terni. Nel 1930 la "Ferriere di Voltri" venne assorbita dalla Ilva, il cui presidente era Filippo J. Tassara.
Nel 1899 nacque a Sestri Ponente la Ing. Filippo e Carlo Tassara snc, specializzata nella produzione di dolomite. La società rimase proprietà della famiglia Tassara sino all'inizio degli anni '90, quando ha ceduto il controllo della società, diventata nel frattempo Refrattari italiana Spa, all'impresa austriaca Veitsch-Radex Heraklit AG.

### Il trasferimento a Breno
Nel 1903 il più giovane dei sette fratelli, Carlo, si trasferì a Darfo, in Val Camonica, dove assunse la direzione di uno stabilimento della Ferriere di Voltri. Nei primi anni Venti lascia l'azienda di famiglia per mettersi in proprio a Breno, nel bresciano, dove fonda uno stabilimento di leghe metalliche.
Negli anni '30 vennero realizzate due centrali idroelettriche per alimentare gli stabilimenti fondati da Carlo che morì all'improvviso nel 1946, pochi anni dopo aver fondato la Carlo Tassara Stabilimenti Elettrosiderurgici. Le attività di Carlo Tassara continuarono grazie a suo figlio Filippo che nel frattempo aveva fondato per proprio conto la Italghisa,  specializza nella produzione di ghisa al manganese. La Carlo Tassara, dopo la morte di Filippo nel 1953, venne guidata dai nipoti di Carlo, Giuseppe Tassara e Giacomo Piccardo.

## Holding industriale e finanziaria
Nel 1960 la Carlo Tassara assorbì la Metallurgica Valle Camonica, fondata a Malegno nel 1907; società che nel 1986 continuò la propria attività, pur sempre all'interno del gruppo Tassara, come Metalcam SpA. Nel 1996 la Metalcam si distinse per l'acquisizione della Breda Fucine di Sesto San Giovanni.
Verso la fine degli anni Settanta le sorti della Carlo Tassara iniziarono a legarsi a quelle dell'uomo d'affari franco-polacco Romain Zaleski.
Zaleski nel 1979, come consulente per la società Comilog, entrò in contatto con la Carlo Tassara. Dopo aver contribuito al risanamento dell'azienda, Zaleski nel 1984 ne prese il controllo diventandone manager director. Egli ne fece una holding specializzata nel settore dell'esplorazione e della trasformazione dei metalli.
Negli anni Novanta la Carlo Tassara iniziò a investire nel settore energetico acquisendo il 38,7% di Falck-Sondel che rivendette anni dopo con una plusvalenza di 300 milioni di euro. Nel 2001 tramite Italenergia, società partecipata dalla Carlo Tassara insieme a Électricité de France, Fiat, Banca di Roma, Banca Intesa e Sanpaolo IMI lanciò un'OPA su Montedison ottenendone il controllo. L'anno successivo dalla fusione di Montedison con la controllata Edison, con Sondel e FiatEnergia nacque la nuova Edison.
Successivamente, tramite la sua controllata lussemburghese Carlo Tassara International SA, acquistò un pacchetto azionario del 7,4% di Arcelor, gruppo siderurgico europeo con sede in Lussemburgo. Quando nel 2006 la Mittal Steel Company, la società olandese della famiglia indiana Mittal, e il gruppo siderurgico russo Severstal' lanciarono due distinte OPA ostili, Romain Zaleski fu decisivo nel dare la preferenza al miliardario indiano Lakshmi Mittal. Dalla fusione è nato il primo gruppo mondiale della siderurgia: ArcelorMittal.
Alla data dell'ottobre 2007 la Carlo Tassara aveva partecipazioni in Mittel spa, holding che si occupa di private equity e di investimenti immobiliari, in Mediobanca, Assicurazioni Generali, Intesa Sanpaolo, ASM Brescia, UBI Banca, Monte dei Paschi di Siena, Telecom Italia e VINCI.
Dal 2008 Tassara è entrata in una crisi finanziaria profonda che l'ha portata a dismettere tutte le sue partecipazioni, restando solo proprietaria della sua prima acquisizione, la Metalcam.